# Spridningsmått
Spridningsmått är inom statistik och matematisk statistik ett sammanfattande mått på utspridningen av observerade data eller en sannolikhetsfördelning. De vanligaste spridningsmåtten är standardavvikelsen, variansen och percentilavståndet (av vilket det ofta använda kvartilavståndet är ett specialfall). 